# Vüqar Äläkbärov
[uppföljning saknas]
Vüqar Äläkbärov (azerbajdzjanska: Vüqar Ələkbərov), född 5 januari 1981 i Mingäçevir, är en azerbajdzjansk boxare som tog OS-brons i mellanviktsboxning 2000 i Sydney.